# Amerikanische Feldtauben

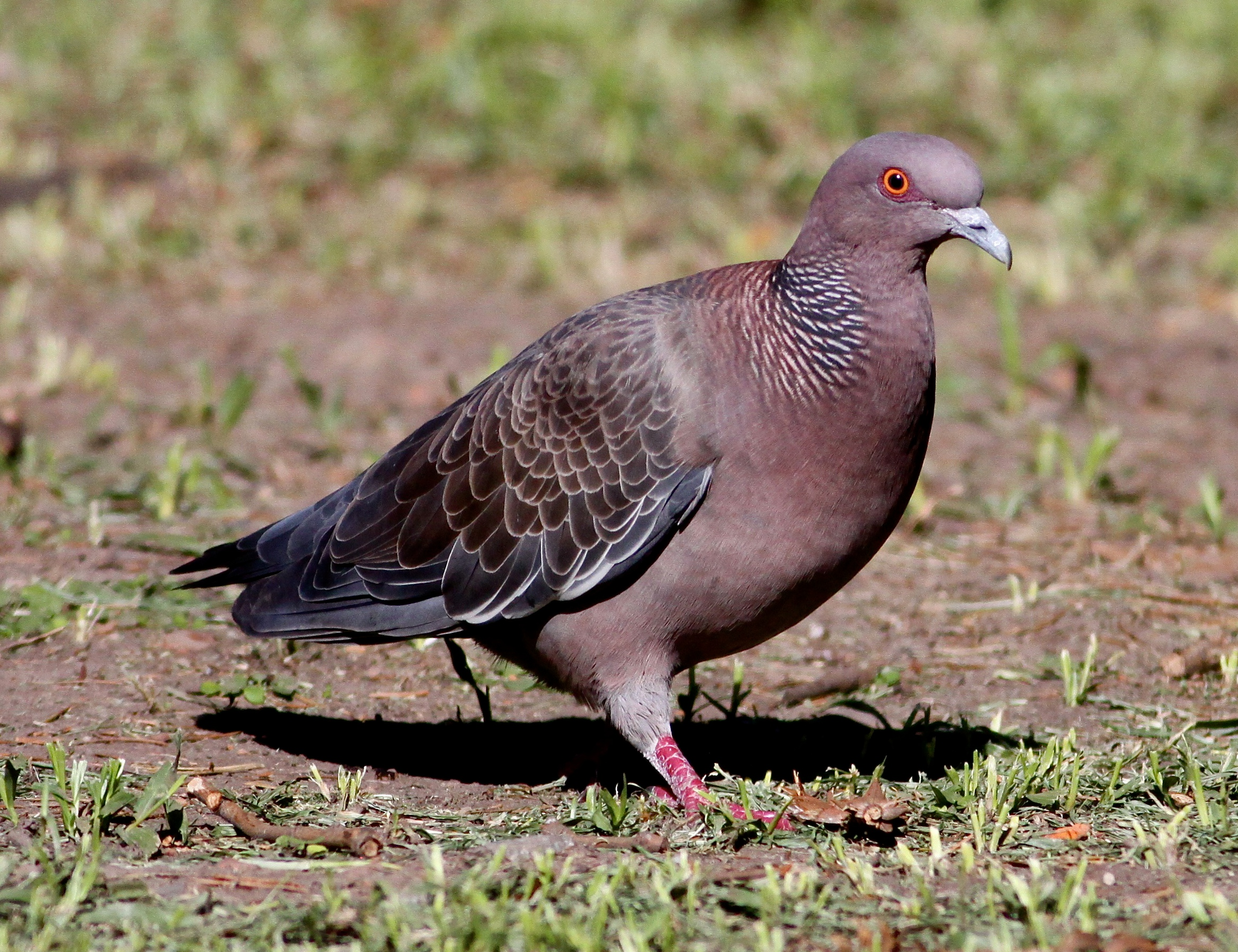
Picazurotaube

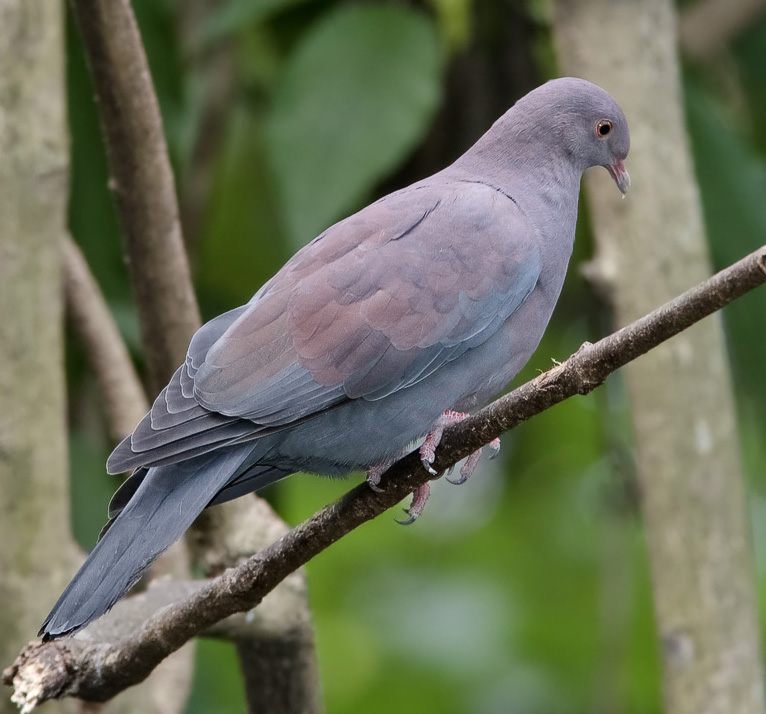
Salvintaube

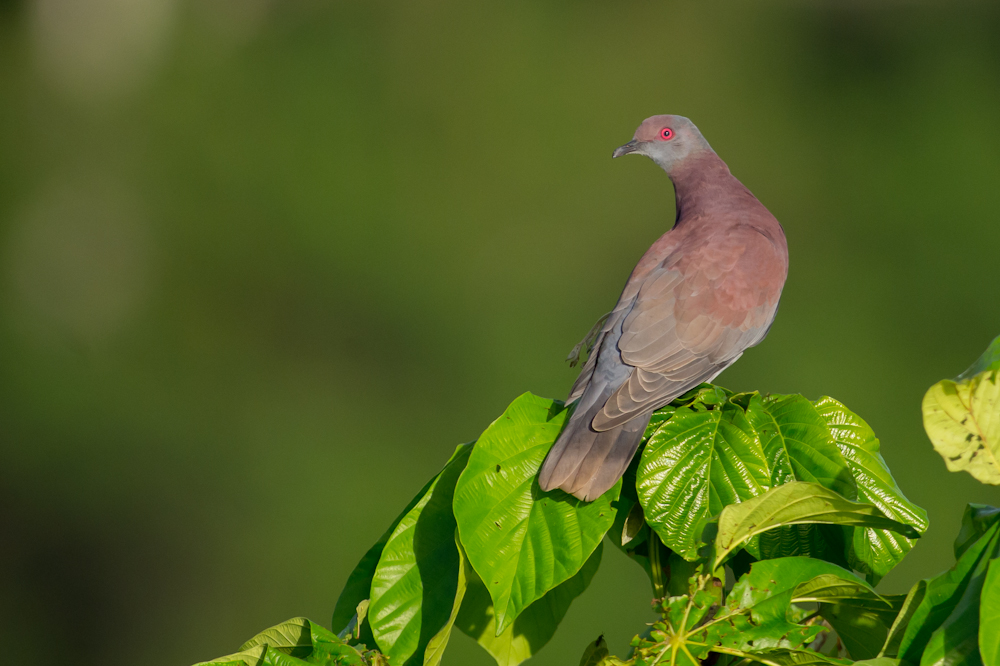
Rotrückentaube

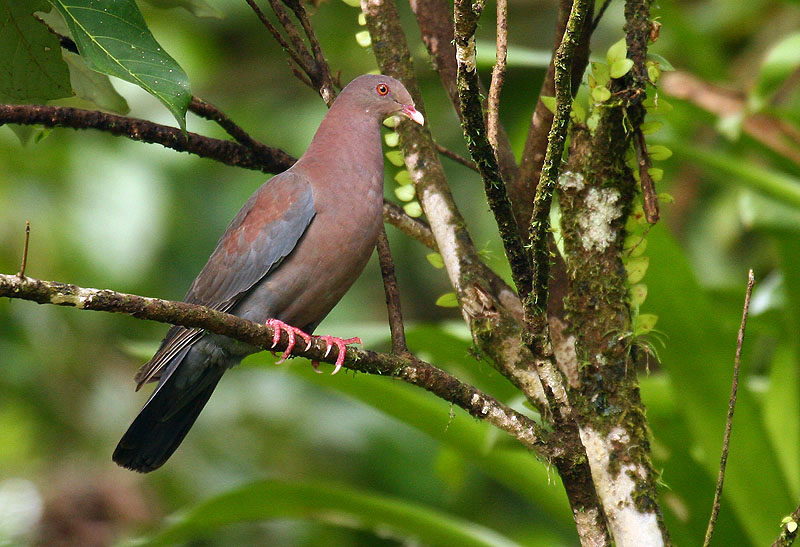
Rotschnabeltaube, Costa Rica

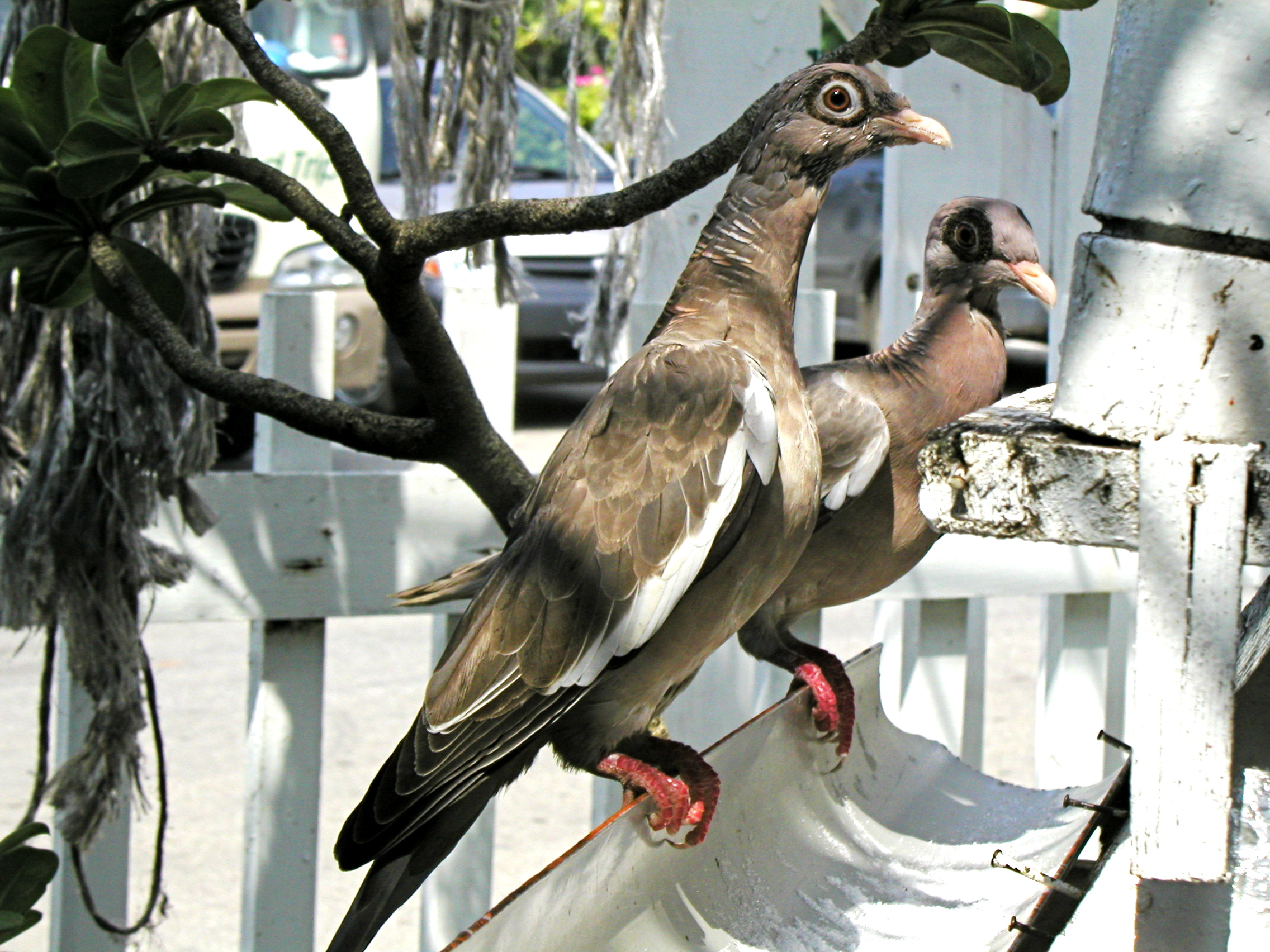
Nacktaugentaube

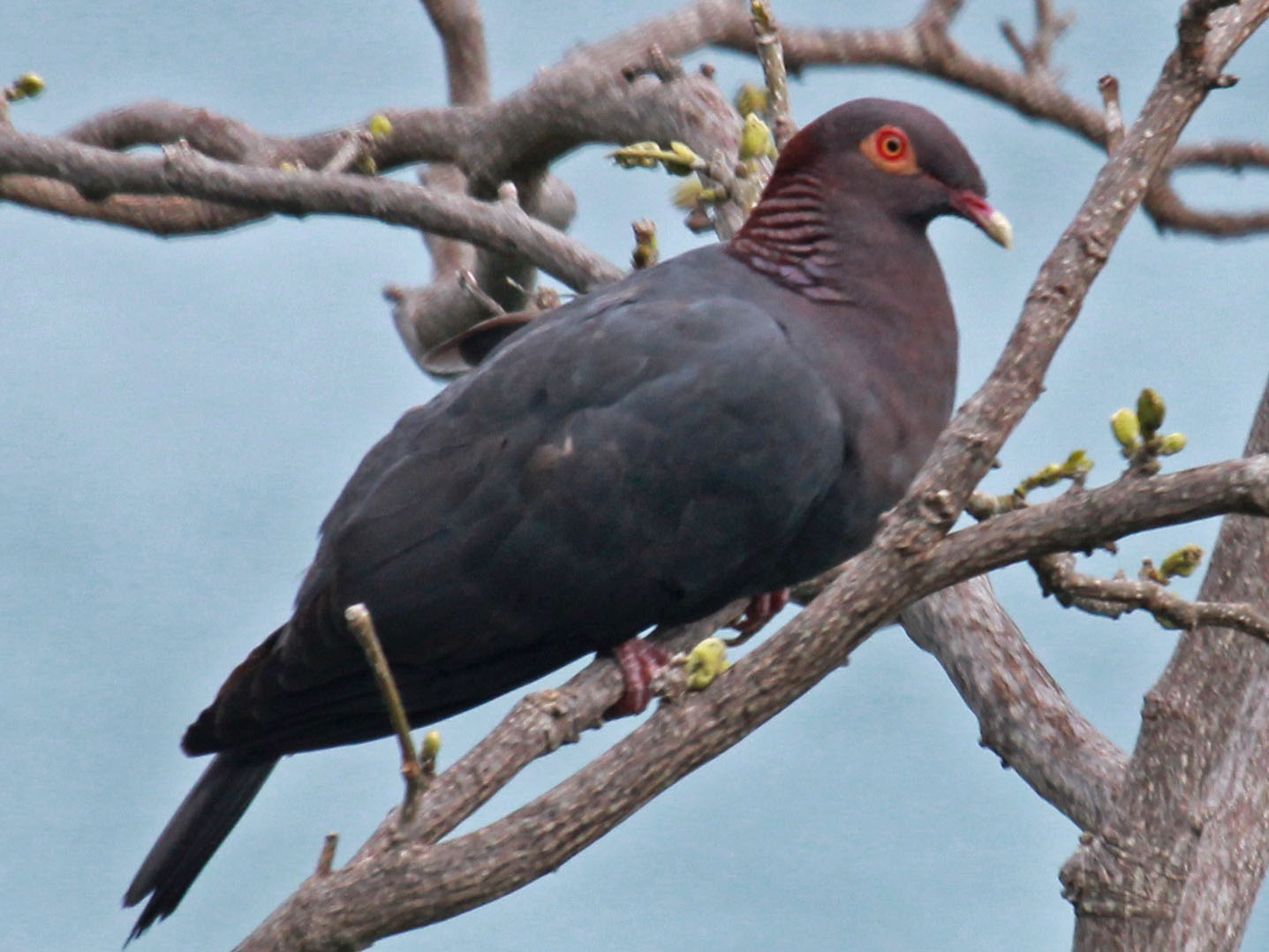
Antillentaube

Die Amerikanischen Feldtauben (Patagioenas) sind eine neue, von der Gattung Columba (Feldtauben) abgetrennte Taubengattung. Wie diese zählen sie innerhalb der Ordnung der Taubenvögel zur Unterfamilie der Columbinae. Mit der Schuppenhalstaube gehört die größte Taubenart des nordamerikanischen Kontinents zu dieser Gattung.
Eine genetische Analyse von Kevin P. Johnson et al. legt nahe, die neuweltlichen Arten der Gattung Columba, die sich wie eine Schwestergruppe zu Streptoplia (Turteltauben) verhalten, als eigene Gattung unter dem Namen Patagioenas zu führen.

## Merkmale
Zu den Amerikanischen Feldtauben zählen mittelgroße bis große Taubenarten. Ihr Schwanz ist im Vergleich zu den Turteltauben verhältnismäßig kurz. Er ragt bei einigen Arten wie beispielsweise der Fleckentaube nur wenige Zentimeter über die Oberschwanzdecken. Es dominieren taubengraublaue bis weinrote oder bräunliche Gefiederfarben.
Ein Geschlechtsdimorphismus ist entweder gar nicht vorhanden wie beispielsweise bei der Rosenschultertaube oder äußert sich darin, dass die Gefiederfärbung der Weibchen etwas matter und insgesamt einen leicht vom Männchen abweichenden Grundton haben.

## Verbreitung
Alle Arten leben auf dem amerikanischen Doppelkontinent oder auf karibischen Inseln. Der Verbreitungsschwerpunkt liegt in Zentral- und Südamerika. Auf dem nordamerikanischen Kontinent sind sie bis auf die Schuppenhalstaube nur im äußersten Süden vertreten. Dort kommen die Weißkopftaube und die Rotschnabeltaube vor. Die Antillentaube ist auf dem nordamerikanischen Kontinent ein gelegentlicher Irrgast.

## Lebensraum und Lebensweise
Amerikanische Feldtauben haben sich einer Reihe sehr unterschiedlicher Lebensräume angepasst. Die Fleckentaube beispielsweise besiedelt aride und semiaride Regionen, die lediglich geeignete Nistbäume aufweisen müssen. Andere Arten wie beispielsweise die Goodsontaube und die Kurzschnabeltaube sind reine Waldbewohner und kommen nur in niederschlagsreichen tropischen Wäldern vor. Die meisten Arten kommen ausgesprochen selten auf den Boden. Eine Ausnahme stellt die Schuppenhalstaube dar, die ihre Nahrung überwiegend am Boden sucht. Die Picazurotaube hat sich Veränderungen ihres Lebensraums angepasst und sucht zunehmend gleichfalls am Boden nach Nahrung.
Die Nahrung besteht aus Früchten, Beeren und Sämereien. Mehrere der Arten aus dieser Gattung zeigen eine Vorliebe für Mistelbeeren. Das Nest wird grundsätzlich in Bäumen errichtet und ist eine lose Plattform. Das Gelege besteht in der Regel aus einem Ei, seltener aus zwei Eiern.

## Bestand
Die meisten Arten der Amerikanischen Feldtauben sind in ihrem Bestand stabil. Die Araukanertaube, deren Bestände in der Mitte des 20. Jahrhunderts auf Grund der Newcastle-Krankheit stark zurückgegangen waren, haben sich wieder soweit erholt, dass sie gebietsweise häufig ist. Sie wird deshalb seit einigen Jahren wieder als ungefährdet eingestuft. Als gefährdet gilt jedoch die Salvintaube, die nur in einem kleinen Verbreitungsgebiet auf dem südamerikanischen Kontinent vorkommt und die Karibentaube, die eine endemische Inselart ist. Auch die Antillentaube ist gebietsweise noch häufig, sie ist jedoch in Teilen ihres historischen Verbreitungsgebietes mittlerweile ausgerottet. Die Weißkopftaube ist ein Flachlandbewohner und damit besonders von Lebensraumveränderungen besonders betroffen. Die IUCN führt sie mit near threatened (=potentiell gefährdet) auf einer Vorwarnstufe. Auch die auf mehreren karibischen Inseln vorkommende Rosenschultertaube wird auf dieser Vorwarnstufe geführt. Ursache sind bei dieser Taubenart nicht nur eine zunehmende Fragmentierung ihres Lebensraumes, sondern auch ein erheblicher Jagddruck, obwohl die Taube in ihrem gesamten Verbreitungsgebiet geschützt ist. Auf Puerto Rico gibt es ein Schutzprogramm, bei der in Gefangenschaft herangezogene Rosenschultertauben ausgewildert werden.

## Amerikanische Feldtauben und Menschen

### Landwirtschaftliche Schädlinge
Fleckentaube und Rotschnabeltaube gelten in einigen Gebieten ihres Verbreitungsgebietes als landwirtschaftliche Schädlinge, weil sie Sämereien fressen. Die Fleckentaube ist in den Tiefebenen Argentiniens beispielsweise dafür bekannt, auf mit Sonnenblumen bebauten Feldern größere Schäden anzurichten. Gleichzeitig haben ihre Bestände zugenommen, weil ihr Aufforstungen mehr Nistgelegenheiten bieten. Die Rotschnabeltaube frisst überwiegend Früchte und Beeren und zählt zu den Arten unter den Amerikanischen Feldtauben, die eine besondere Vorliebe für die Beeren von Misteln hat. Sie kommt zum Fressen aber auch auf den Boden und geht an aufkeimendes Getreide und Hirse.

### Haltung
Amerikanische Feldtauben werden mindestens seit dem 19. Jahrhundert in Zoologischen Gärten und von Taubenliebhaltern in Gefangenschaft gepflegt. Die Weißkopftaube beispielsweise wurde 1836 erstmals durch den Zoo in Amsterdam nach Europa importiert, die europäische Erstzucht gelang 1865 dem Londoner Zoo. Die auffällig gezeichnete Schuppenbauchtaube und die Antillentaube wurden beide 1868 durch den Londoner Zoo nach Europa importiert. Während die europäische Erstzucht bei der Antillentaube bereits 1876 gelang, gelang die weltweite Erstzucht in Gefangenschaftshaltung bei der Schuppenhalstaube erst 1961 einem Züchter in Kalifornien. Dagegen gilt die Picazurotaube als leicht zu züchten. Bei ihr gelang die Zucht bereits um die Mitte des 19. Jahrhunderts. Sie ist allerdings wegen ihrer Scheu auf große Volieren angewiesen.

### Trivia
- Die Goodsontaube ist nach Arthur T. Goodson (1873–1931) benannt, der als Assistenz-Ornithologe im britischen Rothschild-Museum arbeitete, das heute als Natural History Museum at Tring firmiert.[19]
- Die Unterart Patjgioenas inornata wetmorei der Rosenschultertaube ehrt den US-amerikanischen Ornithologen Alexander Wetmore, der umfangreiche Studien zur lateinamerikanischen Avifauna vorgenommen hat.[20]

## Arten
Folgende Arten werden zu der Gattung Patagioenas gezählt:
- Araukanertaube (Patagioenas araucana)
- Karibentaube (Patagioenas caribaea)
- Rotrückentaube (Patagioenas cayennensis)
- Nacktaugentaube (Amerikanische Feldtaube) (Patagioenas corensis)
- Schuppenhalstaube (Patagioenas fasciata)
- Rotschnabeltaube (Patagioenas flavirostris)
- Goodsontaube (Patagioenas goodsoni)
- Rosenschultertaube (Patagioenas inornata)
- Weißkopftaube (Patagioenas leucocephala)
- Fleckentaube (Patagioenas maculosa)
- Kurzschnabeltaube (Patagioenas nigrirostris)
- Salvintaube (Patagioenas oenops)
- Picazurotaube (Patagioenas picazuro)
- Weintaube (Patagioenas plumbea)
- Schuppenbauchtaube (Patagioenas speciosa)
- Antillentaube (Patagioenas squamosa)
- Purpurtaube (Patagioenas subvinacea)

## Einzelbelege
1. 1 2  Alderfer (Hrsg.): Complete Birds of North America, S. 298
2. ↑  Artikel von Kevin P. Johnson et al. (Memento des Originals vom 27. September 2007 im Internet Archive)  Info: Der Archivlink wurde automatisch eingesetzt und noch nicht geprüft. Bitte prüfe Original- und Archivlink gemäß Anleitung und entferne dann diesen Hinweis. (PDF; 243 kB)
3. ↑  Alderfer (Hrsg.): Complete Birds of North America, S. 297
4. ↑  Patagioenas araucana in der Roten Liste gefährdeter Arten der IUCN 2012. Eingestellt von: BirdLife International, 2012. Abgerufen am 25. September 2016.
5. ↑  Gibbs, Barnes und Cox: Pigeons and Doves, S. 223.
6. ↑  Patagioenas caribaea in der Roten Liste gefährdeter Arten der IUCN 2012. Eingestellt von: BirdLife International, 2012. Abgerufen am 25. September 2016.
7. ↑  Patagioenas oenops in der Roten Liste gefährdeter Arten der IUCN 2013.1. Eingestellt von: BirdLife International, 2012. Abgerufen am 25. September 2016.
8. ↑  Gibbs, Barnes und Cox: Pigeons and Doves, S. 215.
9. ↑  Patagioenas leucocephala in der Roten Liste gefährdeter Arten der IUCN 2013.1. Eingestellt von: BirdLife International, 2012. Abgerufen am 25. September 2016.
10. ↑  Patagioenas inornata in der Roten Liste gefährdeter Arten der IUCN 2012. Eingestellt von: BirdLife International, 2012. Abgerufen am 26. September 2016.
11. ↑  Gibbs, Barnes und Cox: Pigeons and Doves, S. 228.
12. ↑  Gibbs, Barnes und Cox: Pigeons and Doves, S. 229.
13. ↑  Gibbs, Barnes und Cox: Pigeons and Doves, S. 220.
14. ↑  Gibbs, Barnes und Cox: Pigeons and Doves, S. 226.
15. ↑  Rösler: Die Wildtauben der Erde – Freileben, Haltung und Zucht. S. 97.
16. ↑  Rösler: Die Wildtauben der Erde – Freileben, Haltung und Zucht. S. 99.
17. ↑  Rösler: Die Wildtauben der Erde – Freileben, Haltung und Zucht. S. 98.
18. ↑  Rösler: Die Wildtauben der Erde – Freileben, Haltung und Zucht. S. 101.
19. ↑  Bo Beolens, Watkins, Michael: Whose Bird? Men and Women Commemorated in the Common Names of Birds. Christopher Helm, London 2003, S. 205 (englisch).
20. ↑  Bo Beolens, Watkins, Michael: Whose Bird? Men and Women Commemorated in the Common Names of Birds. Christopher Helm, London 2003, S. 205 (englisch).